# Ferdinand Jacob Lindheimer
Ferdinand Jacob Lindheimer (21 mai 1801 – 2 décembre 1879) est un naturaliste et botaniste germano-américain qui passa une partie de sa vie à herboriser au Texas. Il est parfois surnommé le « père de la botanique texane ».

## Biographie
Ferdinand Jacob Lindheimer est né le 21 mai 1801 à Francfort-sur-le-Main, plus jeune fils de Johann Hartmann Lindheimer et Jahnette Magdeline Reisser. Après avoir étudié à l'université de Wiesbaden, d'Iéna et de Bonn où il obtient un diplôme en philologie, il enseigne à l'institut Bunsen de Francfort à l'automne 1827.
Opposé au système de gouvernement en place dans les états allemands, il émigre aux États-Unis en 1834 en tant que réfugié politique. Il rejoint une communauté d'expatriés allemands à Belleville dans l'Illinois puis passe 16 mois à Veracruz au Mexique où il collecte plantes et insectes. En 1836, électrisé par la révolution texane, il se rend à La Nouvelle-Orléans et s'enrôle comme volontaire dans l'armée texane.
Il passe ensuite de nombreuses années à collecter des plantes au Texas qu'il envoie à George Engelmann et Asa Gray. Il s'installe à New Braunfels au Texas en 1844 où il continue de collecter des plantes et crée un jardin botanique. En 1852, il devient éditeur du journal Neu Braunfelser Zeitung jusqu'en 1872, date à laquelle il se consacre entièrement à ses activités de naturaliste.
Il épouse Eleanor Reinartz en 1846 avec qui il a quatre enfants. Il meurt le 2 décembre 1879 à New Braunfels.

## Hommages
Le genre Lindheimera ainsi que de nombreuses espèces ont été nommés en son honneur, parmi lesquelles gaura lindheimeri ou gaura de Lindheimer.